# Умный, умнее, умнейший!
У́мный, умне́е, умне́йший! (нем. Schlau, schlauer, am schlauesten!) — французский немой короткометражный детективный фильм студии Éclipse, вышедший на экраны около 1912 года. Один из первых фильмов о Шерлоке Холмсе. Не сохранился.

## Название
Сохранилась информация лишь о немецком названии фильма — Schlau, schlauer, am schlauesten! (с нем. — «Умный, умнее, умнейший!»). Оригинальное французское название неизвестно.

## Сюжет
Поскольку фильм не сохранился, его сюжет известен лишь приблизительно, на основе пересказа в немецком издании Der Kinematograph, вышедшем в октябре 1912 года (некоторые эпизоды выглядят достаточно странно). Предположительно фильм представлял собой пародию, героями которой были четыре наиболее популярных перед Первой мировой войной выдуманных сыщика: Ник Винтер (герой фильмов студии Pathé), Ник Картер, Нат Пинкертон и Шерлок Холмс.
В отеле «Руаяль» во французском курортном городке Обань произошло ограбление — у графини Вердёй были похищены её драгоценности. Вор покидает место ограбления на аэроплане, но в результате технической неисправности аэроплан терпит крушение и, объятый пламенем, падает вблизи Гардана. Бесчувственного грабителя относят на местный постоялый двор. Тем временем графиня обращается за помощью в поиске похищенных драгоценностей к Нату Пинкертону. Как раз в момент, когда Пинкертон получает просьбу графини, у него на завтраке находятся Ник Винтер, Ник Картер и Шерлок Холмс. Пинкертон тотчас отправляется на поиски похищенного сокровища, но его ревнивые коллеги-конкуренты решают также присоединиться к поискам и не позволить Нату получить всю славу в одиночестве.
В отеле «Руаяль» Пинкертон обнаруживает в номере, соседнем с номером графини, кожаную куртку авиатора и предполагает, что похищение мог совершить пилот. Из газеты он узнаёт об авиационном происшествии под Гарданом и тут же отправляется туда, встречается с раненым лётчиком, но тот отказывается назвать своё имя. Тогда он идёт на хитрость — переодевшись кучером, он пробирается в комнату похитителя и находит похищенные драгоценности под подушкой последнего. Тем временем на постоялый двор прибывают Винтер, Картер и Холмс, но они находят лишь привязанного к кровати похитителя и записку от Пинкертона, где говорится, что он оставляет преступника им, но драгоценности графине намеревается вернуть самолично.
Трое сыщиков со связанным преступником пускаются в погоню за Пинкертоном, надеясь успеть на тот же поезд, на котором должен уехать их более удачливый коллега. Чтобы не быть узнанными, Винтер переодевается в русского, Холмс — в его жену, а Картер — в священника. Но Пинкертон предугадал такое развитие сюжета и поместил в своё купе вместо себя манекен. Винтер пробирается ночью в купе Пинкертона и крадёт оттуда пустой футляр от драгоценностей. Троица сыщиков, уверенная, что драгоценности у них, покидает поезд, а хитрый Пинкертон теперь может не только вернуть графине похищенные драгоценности, но и арестовать оставленного в поезде его конкурентами связанного преступника.

## Создатели
Информация о составе съёмочной группы и исполнителях ролей не сохранилась.